# فيلموس زومبوري
فيلموس زومبوري (بالرومانية: Vilmos Zombori) (11 يناير 1906 - 17 يناير 1993) لاعب كرة قدم روماني ذو أصول ألمانية راحل كان يجيد اللعب في خط حراسة المرمى.
لعب طوال مسيرته الرياضية في أندية تشينزول تيميشوارا (1919-1925) سبارتا تيميشوارا (1925-1926) تشينزول تيميشوارا (1926-1929) ريبنسيا تيميشوارا (1929-1938) إلسا تيميشوارا (1938-1939) بوليتيهنيكا تيميشوارا (1945-1947).
مثل منتخب رومانيا في 6 مباريات (1926-1935). شارك مع منتخب رومانيا في بطولة كأس العالم 1934 في إيطاليا حيث خرج من الدور الثمن النهائي.

## وصلات خارجية
- هذه المقالة غير مرتبط بويكي بيانات
- سيرة ذاتية